# 이자벨 아자니
이자벨 야스미나 아자니(프랑스어: Isabelle Yasmina Adjani, 1955년 6월 27일 ~ )는 프랑스를 대표하는 국민 배우이자 가수이다. 세자르상을 4회 수상하고, 아카데미상 후보로도 2회 지명되었다.

## 생애
제2차 세계대전 후 파리로 이민한 알제리인 아버지 모하메드 체리프 아자니(1923년 ~ 1983년)와 독일인 어머니 엠마 아우구스타 슈바인버거(1919년 ~ 2007년)사이에서 1남 1녀 중 장녀로 태어났다. 초등학생 시절인 12살 때부터 아마추어 연극 무대에 서기 시작했으며, 14살 때부터 아역으로 영화 배우 활동을 시작했다. 17세에 프랑스 국립국단인 코메디 프랑세즈에 입단해서 고전극 배우로 활약하다가 프랑수아 트뤼포 감독에게 발탁되어 《아델 H 이야기》(1975)의 주연을 맡았다. 아자니는 이 영화에서의 뛰어난 연기로 아카데미상 여우주연상 후보에 올랐고, 그것을 계기로 영화 배우로서 본격적인 활동을 시작한다.
영화 《4중주》와 《포제션》으로 칸 영화제 여우주연상을 수상했으며, 영화 《아델 H 이야기》와 《까미유 끌로델》로 아카데미 여우주연상 후보에 올랐다. 세자르상 여우주연상과 조연상을 역대 최초로 4회 수상했으며, 베를린 영화제에서도 영화 《까미유 끌로델》을 통해 여우주연상을 수상했다.

## 가수 활동
단 1장의 음반을 낸 적이 있다. 세르주 갱스부르가 제인 버킨과 결별한 후 버킨과의 음반 제작이 힘들어지자, 버킨과 비슷한 음색을 가진 아자니를 캐스팅해 음반 Pull Marine를 제작했다. 이 음반에 수록된 곡들 중 "Ohio"는 한국에서는 SBS사 방송 한밤의 TV연예의 로고송으로도 잘 알려져 있다.

## 세금 논란
2013년, 2016년 및 2017년 세무 당국을 사취한 혐의로 기소되었다. "대출을 가장하여 IOC 위원인 디아그나 은디아예로부터 200만 유로를 기부받아 120만 유로의 양도세를 회피할 수 있었다"며 "포르투갈에 가상으로 거주하면서 소득세 23만 6천 유로를 탈루할 수 있었다"고 한 사법 소식통이 밝혔다. 또한  2014년 미국과 포르투갈 사이에서 저지른 자금 세탁 혐의가 존재한다. 그녀는 "익명의 수익 소유자가 역외 회사로부터 포르투갈에 투자할 목적으로 세무 당국에 신고되지 않은 미국 은행 계좌를 통하여 11만 9천 유로를 전달"한 혐의를 받고 있다. 또 다른 법적 사건에서 그녀는 전직 컨설턴트가 자신에게 빚진 15만 7천 유로를 상환하였다는 허위 증명서를 보냈다는 고발에 따라 2020년 10월에 사기 혐의로 기소되었다.

## 기타
- 슬하의 2남으로 장남이 1979년 생이며 차남이 1995년 생이다. 장남이 결혼해서 슬하에 자식을 두었으므로 슬하에 손주가 있다.
- 남동생 에릭 아자니(1957~2010)는 배우와 사진작가로 활동했으나 2010년 향년 53살의 나이로 세상을 떠났다. 에릭 아자니의 딸 조에 아자니(1999~)는 배우로 활동하고 있다.
- 배우 다니엘 데이 루이스와 슬하에 1995년 생 아들 한 명을 두고있다.
- 1990년, 피플지 선정 세계에서 가장 아름다운 50인 명단에 올랐다.
- 2004년, 프랑스 인기 TV쇼 《La plus belle femme du monde》에서 뽑은 세계에서 가장 아름다운 여성 2위로 선정되었다. 1위는 모니카 벨루치였다.
- 이슬람교 근본주의를 혐오한다. 그래서 히잡 반대 시위를 주동한 적도 있다.
- 알제리인을 비롯한 이민에 대한 인종 차별에 적극적으로 반대 목소리를 내는 탓에 종종 장마리 르 펜과 같은 극우파 정치인들과 대립했다.

## 출연 작품
- 작은 석탄장수 (1970)
- 여름날의 포스티느 (1972)
- 아델 H 이야기 (1975)
- 테넌트 (1976)
- 바로코 (1976)
- 노스페라투 (1979)
- 포제션 (1981)
- 4중주 (1981)
- 킬링 오브 썸머 (1983)
- 서브웨이 (1985)
- 까미유 끌로델 (1988)
- 여왕 마고 (1994)
- 디아볼릭 (1996)
- 아돌프 (2002)
- 스커트 데이 (2008)
- 맘모스 (2010)
- De force (2011)
- 다비드 앤드 마담 앙상 (2012)
- 이쉬크 인 파리 (2013)
- 베리 배드 걸스 (2014)
- 카롤 마티유 (2016)
- 더 월드 이즈 유어스 (2018)
- 피터 본 칸트 (2022)
- 여도둑들 (2023)

## 같이 보기
- 레지옹 도뇌르 훈장